# 波西·道格拉斯·費頓
波西·道格拉斯·費頓（英語：Percy Douglas Fitton，1881年5月24日—1946年12月30日），是一名英格蘭男子羽球運動員。
波西·道格拉斯·費頓最偉大的運動成就是在1911年的全英羽球錦標賽上，他與愛德華·霍桑搭檔贏得男子雙打冠軍。1912年，他與拉維妮亞·克拉拉·拉德利亞搭檔打入全英混合雙打決賽，敗給愛德華·霍桑與海柔兒·賀加斯的組合。